# 栗原彬
栗原 彬（くりはら あきら、1936年4月18日 - ）は、日本の社会学者。立教大学名誉教授。立命館大学研究顧問。専門は政治社会学。

## 略歴
栃木県宇都宮市生まれ。東京大学教養学部卒業。三井物産勤務を経て、東京大学大学院社会学研究科で学ぶ。立教大学法学部助手、武蔵大学人文学部講師、立教大学法学部助教授・教授、2002年定年、名誉教授、明治大学文学部教授、2007年立命館大学特別招聘教授。水俣フォーラム代表および日本ボランティア学会代表。

## 著書

### 単著
- 『やさしさのゆくえ――現代青年論』（筑摩書房, 1981年）
- 『歴史とアイデンティティ――近代日本の心理=歴史研究』（新曜社, 1982年）
- 『管理社会と民衆理性――日常意識の政治社会学』（新曜社, 1982年）
- 『政治の詩学――眼の手法』（新曜社, 1983年）
- 『政治のフォークロア――多声体的叙法』（新曜社, 1988年）
- 『やさしさの存在証明――若者と制度のインターフェイス』（新曜社, 1989年）
- 『人生のドラマトゥルギー』（岩波書店, 1994年）
- 『「やさしさ」の闘い――社会と自己をめぐる思索の旅路で』（新曜社, 1996年）
- 『「存在の現れ」の政治――水俣病という思想』（以文社, 2005年）

### 共著
- （本田和子・前田愛・山本哲士）『学校化社会のストレンジャー――子どもの王国』（新曜社, 1988年）
- 『3・11に問われて ひとびとの経験をめぐる考察』テッサ・モーリス-スズキ,苅谷剛彦,吉見俊哉,杉田敦,葉上太郎共著 岩波書店 2012

### 編著
- 『講座差別の社会学（全4巻）』（弘文堂, 1996年 - 1997年）
- 『証言水俣病』（岩波新書 2000年）
- 『人間学』編 世織書房 2015
- 『ひとびとの精神史 第3巻　六〇年安保 1960年前後』編　岩波書店 2015

### 共編著
- （今防人・杉山光信・山本哲士）『世界社会学をめざして』（新評論, 1983年）
- （内山秀夫）『昭和同時代を生きる――それぞれの戦後』（有斐閣, 1986年）
- （今防人・杉山光信・山本哲士）『身体の政治技術』（新評論, 1986年）
- （庄司興吉）『社会運動と文化形成』（東京大学出版会, 1987年）
- （見田宗介・田中義久）『社会学事典』（弘文堂, 1988年）
- （木田元・野家啓一・丸山圭三郎）『コンサイス20世紀思想事典』（三省堂, 1989年）
- （杉山光信・吉見俊哉）『記録・天皇の死』（筑摩書房, 1992年）
- （小森陽一・佐藤学・吉見俊哉）『越境する知』（全6巻）（東京大学出版会, 2000年-2001年）
- 『高畠通敏集』全5巻 五十嵐暁郎共編 岩波書店 2009
- 『ひとびとの精神史 第1巻　敗戦と占領 1940年代』吉見俊哉共編 岩波書店 2015

### 訳書
- イヴァン・イリイチ『シャドウ・ワーク――生活のあり方を問う』玉野井芳郎共訳

岩波書店、1982年、新版1998年、2005年。新版 岩波現代文庫、2006年。岩波文庫、2023年　